# Maierhöfen
Maierhöfen er en kommune i Landkreis Lindau, i regierungsbezirk Schwaben, i den tyske delstat Bayern. Den er en del af Verwaltungsgemeinschaft Argental.

## Geografi
Maierhöfen ligger i Region Allgäu.

## Historie
Maierhöfen hørte tidligere til Østrig, og var en del af det østrigske herskab Bregenz-Hohenegg. Efter Freden i Pressburg (1805) blev kommunen en del af Bayern.